# 1991 w muzyce
Wydarzenia muzyczne w 1991 roku.

## Wydarzenia
- powstaje polski zespół disco polo Boys
- powstaje norweski projekt muzyczny Burzum
- powstaje brytyjski zespół Cradle of Filth
- powstaje polski zespół rockowy Hey
- powstaje fiński zespół HIM
- powstaje brytyjski zespół Oasis
- początek solowej działalności Kazika
- powstaje wytwórnia płytowa Death Row Records
- powstaje supergrupa Alice Mudgarden
- powstaje polski zespół punk rockowy Uliczny Opryszek
- 30 stycznia – odbywa się premiera polskiego musicalu Metro
- 31 sierpnia – na Stadionie Śląskim w Chorzowie odbył się koncert „Monsters of Rock” z udziałem m.in.: Metallica, AC/DC, Queensrÿche[1]

## Urodzili się
- 3 stycznia – Carnage, gwatemalski DJ i producent muzyczny
- 8 stycznia – Shin Ji-min, południowokoreańska piosenkarka i raperka, członkini zespołu AOA
- 9 stycznia
  - Álvaro Soler, hiszpański piosenkarz
  - 3LAU, amerykański DJ i producent muzyczny
- 12 stycznia
  - Pixie Lott, brytyjska piosenkarka, tancerka i aktorka
  - Rafał Mokrzycki, polski pianista
- 13 stycznia – Goo Hara, południowokoreańska piosenkarka i aktorka (zm. 2019)
- 16 stycznia – Patryk Sztabiński, polski akordeonista zajmujący się muzyką klasyczną oraz rozrywkową
- 23 stycznia – Hanna, rosyjska piosenkarka, tancerka i fotomodelka
- 4 lutego – Carlos Marco, hiszpański piosenkarz, członek zespołu Auryn
- 10 lutego – Emma Roberts, amerykańska aktorka, modelka i piosenkarka
- 12 lutego – Masked Wolf, grecko-australijski raper
- 13 lutego – Vianney, francuski piosenkarz, autor tekstów i kompozytor
- 15 lutego – Maruv, właśc. Anna Korsun, ukraińska piosenkarka, autorka tekstów, poetka i kompozytorka
- 17 lutego – Ed Sheeran, brytyjski piosenkarz i muzyk
- 18 lutego – Malese Jow, amerykańska aktorka, piosenkarka i autorka tekstów
- 22 lutego – Robin Stjernberg, szwedzki piosenkarz
- 25 lutego
  - Tony Oller, amerykański aktor, piosenkarz i tancerz
  - Dumooa Tahseen, irakijska piosenkarka folkowa
- 28 lutego – Radosław Mateja, polski kompozytor, aranżer i organista, dyrygent i nauczyciel akademicki
- 3 marca – Jula, właśc. Julita Ratowska, polska piosenkarka
- 8 marca – Miriam Bryant, szwedzko-fińska piosenkarka
- 11 marca – Chingiz Mustafayev, azerski piosenkarz, autor tekstów i gitarzysta
- 16 marca
  - Wolfgang Van Halen, amerykański gitarzysta basowy, znany z gry w zespole Van Halen, syn Eddiego Van Halena
  - Sandhja, fińska piosenkarka
  - Victor Thell, szwedzki piosenkarz, autor tekstów i producent muzyczny, członek duetu Smith & Thell
- 20 marca – Lucie Jones, brytyjska piosenkarka, autorka tekstów, aktorka i modelka
- 21 marca – Yzomandias, czeski raper
- 25 marca – Dina Garipowa, rosyjska piosenkarka
- 29 marca – Who Is Fancy, amerykański piosenkarz
- 30 marca
  - AronChupa, szwedzki DJ, producent muzyczny, autor tekstów, piłkarz i właściciel wytwórni płytowej
  - Arek Czernysz, polski kompozytor, akordeonista jazzowy
  - NF, właśc. Nathan Feuerstein, amerykański raper i autor tekstów
- 1 kwietnia – Graham Candy, nowozelandzki piosenkarz, autor tekstów i aktor
- 2 kwietnia – Quavo, właśc. Quavious Marshall, amerykański raper
- 3 kwietnia – Hayley Kiyoko, amerykańska piosenkarka, aktorka i tancerka
- 4 kwietnia – Jamie Lynn Spears, amerykańska aktorka i piosenkarka
- 7 kwietnia – Anne-Marie, brytyjska piosenkarka, autorka tekstów i zawodniczka karate
- 26 kwietnia – Will Heard, brytyjski piosenkarz i autor tekstów
- 27 kwietnia – Jay Hardway, holenderski DJ i producent muzyczny
- 28 kwietnia – Jennifer Braun, niemiecka piosenkarka
- 30 kwietnia – Nariaki Obukuro, japoński piosenkarz, autor tekstów, producent muzyczny i właściciel wytwórni płytowej
- 2 maja
  - Farruko, portorykański piosenkarz, raper i autor tekstów
  - Dadju, francuski piosenkarz
- 5 maja – Dillaz, portugalski raper i producent muzyczny
- 10 maja
  - Kamil Bednarek, polski piosenkarz
  - Ray Dalton, amerykański piosenkarz i autor tekstów
- 11 maja – Uzari, właśc. Juryj Naurocki, białoruski piosenkarz
- 14 maja – Andriej Lenickij, ukraiński piosenkarz i kompozytor
- 17 maja
  - Daniel Curtis Lee, amerykański aktor i raper
  - Moran Mazor, izraelska piosenkarka gruzińskiego pochodzenia
  - Adil Omar, pakistański raper, piosenkarz, autor tekstów i producent muzyczny
  - Tony Effe, włoski raper
- 19 maja – Jordan Pruitt, amerykańska piosenkarka i autorka tekstów
- 23 maja
  - Lena Meyer-Landrut, niemiecka wokalistka pop, występująca jako Lena; zwyciężczyni w Konkursie Piosenki Eurowizji 2010
  - Capo, niemiecki raper
- 29 maja – Matoma, norweski DJ i producent muzyczny
- 7 czerwca – Fetty Wap, właśc. Willie Maxwell II, amerykański raper
- 9 czerwca – Yura Yunita, właśc. Yunita Rachman, indonezyjska piosenkarka
- 14 czerwca
  - Alyona Alyona, ukraińska raperka oraz kompozytorka
  - Jesy Nelson, brytyjska piosenkarka, wokalistka zespołu Little Mix
- 19 czerwca
  - Luigi Carroccia, włoski pianista
  - Boris René, szwedzki piosenkarz i piłkarz
- 20 czerwca – Shagreen, właśc. Natalia Gadzina-Grochowska, polska piosenkarka, kompozytorka, autorka tekstów, producentka muzyczna i skrzypaczka
- 27 czerwca – Julian le Play, austriacki piosenkarz, autor tekstów i dziennikarz radiowy
- 28 czerwca – Artem Pywowarow, ukraiński piosenkarz i kompozytor
- 30 czerwca – Margaret, właśc. Małgorzata Jamroży, polska piosenkarka
- 1 lipca – Lili K., amerykańska piosenkarka jazzowa i soulowa
- 3 lipca
  - Tomomi Itano, japońska piosenkarka i aktorka, członkini duetu Queen & Elizabeth
  - Peggy Gou, południowokoreańska DJ-ka i producentka muzyczna
- 5 lipca
  - Gavin James, irlandzki piosenkarz i autor tekstów
  - Damian Kostka, polski kontrabasista i basista jazzowy
- 7 lipca
  - Alesso, właśc. Alessandro Lindblad, szwedzki DJ i producent muzyczny
  - Quebonafide, właśc. Kuba Grabowski, polski raper
- 8 lipca – Maniża, rosyjska piosenkarka i autorka tekstów
- 9 lipca
  - Mitchel Musso, amerykański aktor i piosenkarz
  - Adrianne Lenker, amerykańska wokalistka i gitarzystka zespołu Big Thief
- 14 lipca – Sara Chmiel, polska wokalistka zespołu Łzy
- 16 lipca – Emma Louise, australijska piosenkarka i autorka tekstów
- 17 lipca – Mann, właśc. Dijon Shariff Thames-Williams, amerykański raper
- 29 lipca – Baranovski, polski piosenkarz, autor tekstów, kompozytor i pianista
- 30 lipca – Diana Vickers, brytyjska piosenkarka i aktorka teatralna
- 5 sierpnia – Aleksander Rewiński, polski śpiewak (tenor)
- 9 sierpnia – Young Thug, amerykański raper
- 17 sierpnia – Austin Butler, amerykański aktor, piosenkarz i model
- 18 sierpnia – Maria Włoszczowska, polska skrzypaczka
- 21 sierpnia – Demy, właśc. Dimitra Papadea, grecka piosenkarka
- 23 sierpnia – Ewelina Lisowska, polska piosenkarka
- 26 sierpnia – Alok, brazylijski DJ i producent muzyczny
- 27 sierpnia – Carolina Deslandes, portugalska piosenkarka i autorka tekstów
- 30 sierpnia
  - Deorro, właśc. Erick Orrosquieta, amerykański DJ i producent
  - Fərid Məmmədov, azerski piosenkarz
- 7 września – Namika, właśc. Hanan Hamdi, niemiecka piosenkarka i raperka marokańskiego pochodzenia
- 11 września – Kygo, właśc. Kyrre Gørvell-Dahll, norweski DJ i producent muzyczny
- 12 września
  - Dobrawa Czocher, polska wiolonczelistka
  - Imri Ziw, izraelski piosenkarz i aktor dubbingowy
- 15 września – Alex Florea, rumuński piosenkarz
- 17 września – Jordan McCoy, amerykańska piosenkarka i gitarzystka
- 21 września – Joan Thiele, włoska piosenkarka, autorka tekstów i producentka muzyczna
- 22 września – Moneybagg Yo, właśc. DeMario DeWayne White Jr., amerykański raper i autor tekstów
- 26 września – Ant Clemons, amerykański piosenkarz i autor tekstów
- 30 września – Mona Lizak, polski piosenkarz, raper, autor tekstów, kompozytor i drag queen
- 1 października
  - Niletto, rosyjski piosenkarz i tancerz
  - Via Vallen, właśc. Maulidia Octavia, indonezyjska piosenkarka wykonująca muzykę dangdut
- 2 października – Smino, amerykański raper
- 4 października – Leigh-Anne Pinnock, brytyjska piosenkarka, wokalistka zespołu Little Mix
- 5 października – Betty Who, australijska piosenkarka, autorka tekstów i muzyk
- 6 października – Roshon Fegan, amerykański aktor, piosenkarz, raper, muzyk, tancerz i producent muzyczny
- 8 października – Bakermat, właśc. Lodewijk Fluttert, holenderski DJ i producent muzyczny
- 9 października – Patricie Fuxová, czeska piosenkarka, autorka tekstów, kompozytorka i pisarka, członkini zespołu Vesna
- 10 października – Gabriella Cilmi, australijska piosenkarka
- 11 października – Paweł Jasionowski, polski piosenkarz muzyki disco polo, członek zespołu Masters
- 13 października – Diego Domínguez, hiszpański aktor, piosenkarz i tancerz
- 14 października – Sebastian Zawadzki, polski pianista i kompozytor
- 16 października – John i Edward Grimes, irlandzcy piosenkarze
- 26 października – Blas Cantó, hiszpański piosenkarz, członek zespołu Auryn
- 31 października – Filip Lato, polski piosenkarz, pianista i gitarzysta
- 4 listopada – Olta Boka, albańska piosenkarka
- 5 listopada – Flume, właśc. Harley Streten, australijski DJ i producent muzyczny
- 7 listopada – Anne Gadegaard, duńska piosenkarka
- 8 listopada – Riker Lynch, amerykański aktor, piosenkarz, muzyk, kompozytor i basista zespołu R5
- 10 listopada – Elina Nechayeva, estońska śpiewaczka operowa (sopranistka)
- 13 listopada – Matt Bennett, amerykański aktor, scenarzysta i piosenkarz
- 16 listopada – Tomomi Kasai, japońska piosenkarka i aktorka, członki duetu Queen & Elizabeth
- 17 listopada – Frenna, holenderska raperka i piosenkarka
- 18 listopada
  - Tommy Cash, estoński raper i projektant mody
  - Karen Harding, brytyjska piosenkarka i autorka tekstów
- 21 listopada – Polina Faworska, rosyjska piosenkarka, członkini zespołu Serebro
- 22 listopada – Shaman, właśc. Jarosław Jurjewicz Dronow, rosyjski piosenkarz, autor tekstów i kompozytor
- 24 listopada – Ptakova, właśc. Natalia Ptak, polska wokalistka, kompozytorka i autorka tekstów
- 27 listopada – Kolja Goldstein, właśc. Nicolas Thomas Sheahan, niemiecki raper
- 28 listopada – Eliza Rose, brytyjska DJ, producentka muzyczna i piosenkarka
- 30 listopada – Cédric Steinmyller, francuski DJ i producent muzyczny, występujący jako Klingande
- 2 grudnia – Charlie Puth, amerykański piosenkarz i kompozytor
- 3 grudnia – Anna Odobescu, mołdawska piosenkarka
- 4 grudnia – Levina, niemiecka piosenkarka i autorka tekstów
- 6 grudnia – Ejae, właśc. Kim Eun-jae, południowokoreańsko-amerykańska piosenkarka, autorka tekstów i producentka muzyczna
- 9 grudnia – PnB Rock, właśc. Rakim Allen, amerykański raper, piosenkarz i autor tekstów (zm. 2022)
- 11 grudnia
  - Anna Bergendahl, szwedzka piosenkarka
  - Daniel Fernández, hiszpański piosenkarz, członek zespołu Auryn
- 13 grudnia
  - Jay Greenberg, amerykański kompozytor
  - Dermot Kennedy, irlandzki piosenkarz, autor tekstów i muzyk
- 14 grudnia
  - Stefflon Don, brytyjska raperka, piosenkarka i autorka tekstów
  - Offset, właśc. Kiari Cephus, amerykański raper
- 17 grudnia – Tom Walker, brytyjski piosenkarz i autor tekstów
- 19 grudnia
  - Jorge Blanco, meksykański piosenkarz i aktor
  - Julian Jia Zhichao, chińska pianistka
  - Keiynam Lonsdale, australijski aktor, piosenkarz i tancerz
- 22 grudnia – DaBaby, właśc. Jonathan Kirk, amerykański raper i autor tekstów
- 24 grudnia – Louis Tomlinson, brytyjski piosenkarz, członek zespołu One Direction
- 29 grudnia – Clementine Douglas, brytyjska piosenkarka i autorka tekstów
- 30 grudnia – Tyler Carter, amerykański piosenkarz, autor tekstów, muzyk i producent muzyczny

## Zmarli
- 1 stycznia – Ada Rusowicz, polska wokalistka (ur. 1944)
- 2 stycznia – Renato Rascel, włoski aktor, piosenkarz, tancerz i autor tekstów (ur. 1912)
- 6 stycznia – Ahmet Adnan Saygun, turecki kompozytor i etnomuzykolog (ur. 1907)
- 22 stycznia – Kristo Kono, albański muzyk i kompozytor (ur. 1907)
- 1 lutego – Anna Malec, polska śpiewaczka ludowa (ur. 1910)
- 3 lutego – Franciszek Rzeźniczak, polski muzyk, kapelmistrz, kompozytor (ur. 1914)
- 26 lutego
  - Slim Gaillard, amerykański muzyk jazzowy (ur. 1916)
  - Zygmunt Szczepański, polski dyrygent (ur. 1909)
- 2 marca – Serge Gainsbourg, francuski kompozytor, piosenkarz, aktor, scenarzysta i reżyser (ur. 1928)
- 7 marca – Josef Páleníček, czeski kompozytor i pianista (ur. 1914)
- 10 marca – Elie Siegmeister, amerykański kompozytor muzyki poważnej (ur. 1909)
- 11 marca – Maria Reining, austriacka śpiewaczka operowa (sopran) (ur. 1903)
- 12 marca
  - William Heinesen, farerski pisarz, kompozytor, malarz i poeta (ur. 1900)
  - Nicola Rossi-Lemeni, włoski śpiewak operowy (bas) (ur. 1920)
- 17 marca – Aleksander Glinkowski, polski kompozytor muzyki poważnej (ur. 1941)
- 18 marca – Dezider Kardoš, słowacki kompozytor (ur. 1914)
- 27 marca – Alfredo Campoli, brytyjski skrzypek pochodzenia włoskiego (ur. 1906)
- 1 kwietnia – Martha Graham, amerykańska tancerka, choreograf i pedagog (ur. 1894)
- 8 kwietnia – Per Yngve Ohlin, szwedzki wokalista metalowy (ur. 1969)
- 20 kwietnia – Steve Marriott, właśc. Stephen Peter Marriott, brytyjski wokalista i gitarzysta, znany z grup Small Faces i Humble Pie (ur. 1947)
- 21 kwietnia – Willi Boskovsky, austriacki skrzypek i dyrygent (ur. 1909)
- 4 maja – Dennis Crosby, amerykański piosenkarz i okazjonalny aktor (ur. 1934)
- 8 maja
  - Jean Langlais, francuski organista i kompozytor (ur. 1907)
  - Rudolf Serkin, pianista amerykański pochodzenia austriackiego (ur. 1903)
- 11 maja – Władysław Eiger, polski kompozytor, dyrygent i aranżer pochodzenia żydowskiego (ur. 1907)
- 20 maja – Julián Orbón, kubański kompozytor pochodzenia hiszpańskiego (ur. 1925)
- 23 maja – Wilhelm Kempff, niemiecki pianista i kompozytor (ur. 1895)
- 27 maja – Paweł Kaleta, polski kompozytor i działacz społeczny (ur. 1912)
- 6 czerwca – Stan Getz, amerykański saksofonista jazzowy (ur. 1927)
- 9 czerwca – Claudio Arrau, chilijski pianista i pedagog (ur. 1903)
- 20 czerwca – Malcolm Frager, amerykański pianista (ur. 1935)
- 24 lipca – Krzysztof Borzędowski, polski kompozytor, historyk, muzykolog (ur. 1908)
- 7 sierpnia – Kalina Jędrusik, polska aktorka i piosenkarka (ur. 1930)
- 8 sierpnia – Piotr Świerc, polski muzykolog i pedagog (ur. 1909)
- 11 sierpnia – Helmut Walcha, niemiecki organista, klawesynista, wykładowca i kompozytor (ur. 1907)
- 14 sierpnia – György Deák-Bárdos, węgierski kompozytor i chórmistrz (ur. 1905)
- 16 sierpnia – Bruno Nicolai, włoski kompozytor muzyki filmowej i dyrygent (ur. 1926)
- 22 sierpnia – Józef Krzeczek, polski muzyk bigbitowy, kompozytor, aranżer, pianista, organista, skrzypek (ur. 1939)
- 12 września – Feliks Konarski, polski poeta, pisarz, aktor, pieśniarz (ur. 1907)
- 15 września – Sulchan Cincadze, gruziński kompozytor, wiolonczelista i pedagog (ur. 1925)
- 17 września – Zino Francescatti, francuski skrzypek (ur. 1902)
- 27 września – Stefan Kisielewski („Kisiel”), polski kompozytor, powieściopisarz, publicysta (ur. 1911)
- 28 września – Miles Davis, amerykański muzyk jazzowy (ur. 1926)
- 10 października – Andrzej Zaucha, muzyk polski, jazzman, perkusista, piosenkarz (ur. 1949)
- 16 października – Boris Papandopulo, chorwacki kompozytor i dyrygent (ur. 1906)
- 22 października – Hachirō Kasuga, japoński piosenkarz enka (ur. 1924)
- 26 października – Takis Morakis, grecki kompozytor (ur. 1916)
- 27 października – Andrzej Panufnik, polski kompozytor współczesny i dyrygent (ur. 1914)
- 31 października – Simon Gjoni, albański kompozytor i dyrygent (ur. 1925)
- 9 listopada
  - Yves Montand, francuski aktor filmowy i piosenkarz (ur. 1921)
  - Nikolla Zoraqi, albański kompozytor i skrzypek (ur. 1929)
- 15 listopada – Marta Mirska, polska piosenkarka (ur. 1918)
- 24 listopada
  - Eric Carr, amerykański perkusista rockowy, muzyk grupy KISS (ur. 1950)
  - Freddie Mercury, brytyjski wokalista, lider grupy Queen (ur. 1946)
- 14 grudnia – Maria Jurkowska, polska dziennikarka, propagatorka bluesa i jazzu w Polskim Radiu (ur. 1938)
- 18 grudnia – Marie Goossens, brytyjska harfistka (ur. 1894)
- 21 grudnia
  - Waldemar Kazanecki, polski kompozytor (ur. 1926)
  - Janina Strzembosz, polska tancerka, choreograf, pedagog, publicystka, pianistka, dyrygent, reżyserka (ur. 1908)
- 22 grudnia – Ernst Křenek, austriacki kompozytor i publicysta pochodzenia czeskiego (ur. 1900)
- 28 grudnia – Felicja Blumental, polska pianistka i klawesynistka (ur. 1908)

## Albumy

### polskie
- Radio niebieskie oczy Heleny – 1984
- Dirty Money, Dirty Tricks – Acid Drinkers
- Mega Yoga – Alians
- Legenda – Armia
- Balkan Electrique – Balkan Electrique
- Sexmix – Balkan Electrique (EP)
- Bielizna – Bielizna
- Nie wierzcie elektrykom – Big Cyc
- Dziewczyna z marzeń – Boys
- Krzyż – Chłopcy z Placu Broni
- Baśnie – Collage
- Scream of Death – Dragon
- Detox – Dżem
- Bez pokory – Farben Lehre
- Schaby – Formacja Nieżywych Schabuff
- Mój dom – IRA
- Patchwork – Martyna Jakubowicz
- Total – Martyna Jakubowicz
- Ur – Lech Janerka
- Kosmopolak – Jacek Kaczmarski
- Dzieci Hioba – Jacek Kaczmarski
- Głupi Jasio – Jacek Kaczmarski
- Live – Jacek Kaczmarski, Zbigniew Łapiński
- Mury w Muzeum Raju – Jacek Kaczmarski, Przemysław Gintrowski, Zbigniew Łapiński
- Spalam się – Kazik
- Znów po stronie większości – Kolaboranci
- Fruwająca lalka – Władysław Komendarek
- Your Eyes – Kult
- Zanim rzucisz kamieniem – Janusz Laskowski
- ’81–’91 Największe przeboje – Lombard
- Rocking the East – Lombard
- Derwisz i anioł – Maanam
- Absolutnie – Tadeusz Nalepa
- Proletaryat II – Proletaryat
- 1991 – Republika
- Radio młodych bandytów – Róże Europy
- Dyskoteka Pana Jacka II – różni wykonawcy
- Pocisk miłości – T.Love
- The Best Of – Izabela Trojanowska
- Mimozaika – Voo Voo
- Tam tam i tu – Voo Voo
- Zespół gitar elektrycznych – Voo Voo

### zagraniczne
- Live Facelift – Alice in Chains
- Blessed Are the Sick – Morbid Angel
- Spellbound – Paula Abdul
- Waking Up the Neighbours – Bryan Adams
- Attack of the Killer B’s – Anthrax
- True Love – Pat Benatar
- Leisure – Blur (debiut)
- Ropin’ the Wind – Garth Brooks
- Oh Moscow – Lindsay Cooper
- Mighty Like a Rose – Elvis Costello
- Coverdale/Page – David Coverdale, Jimmy Page
- Woodface – Crowded House
- Entreat – The Cure
- On Every Street – Dire Straits
- The Bootleg Series Volumes 1–3 (Rare & Unreleased) 1961–1991 – Bob Dylan
- Shepherds Moons – Enya
- Chorus – Erasure
- We Can’t Dance – Genesis (pierwszy album od 5 lat)
- Dead Ringers – Touch of Grey – Grateful Dead
- Infrared Roses – Grateful Dead
- 1,039/Smoothed Out Slappy Hours – Green Day
- Use Your Illusion – Guns N’ Roses
- Stages – Jimi Hendrix
- Pretty on the Inside – Hole
- Death Certificate – Ice Cube
- O.G. Original Gangster – Ice T
- Dangerous – Michael Jackson
- Images – Jean-Michel Jarre
- Catfish Rising – Jethro Tull
- Biscuits – Living Colour (EP)
- Blue Lines – Massive Attack
- Metallica – Metallica
- Prisoners in Paradise – Europe
- Let’s Get to It – Kylie Minogue
- 1916 – Motörhead
- Hoodoo – Alison Moyet
- Loveless – My Bloody Valentine
- Niggaz4Life – N.W.A
- The Word as Law – Neurosis
- Nevermind – Nirvana
- 0+2=1 – Nomeansno
- The Sky Is Falling and I Want My Mommy – Jello Biafra/Nomeansno
- No More Tears – Ozzy Osbourne
- Gothic – Paradise Lost
- Ten – Pearl Jam
- Sailing the Seas of Cheese – Primus
- Diamonds and Pearls – Prince
- Innuendo – Queen
- Greatest Hits II – Queen
- Greatest Flix II (VHS z teledyskami) – Queen
- Box of Flix (podwójny VHS z teledyskami) – Queen
- Luck of the Draw – Bonnie Raitt
- Out of Time – R.E.M.
- Blood Sugar Sex Magik – Red Hot Chili Peppers
- Passage to Arcturo – Rotting Christ
- Joyride – Roxette
- Roll the Bones – Rush
- Magia – Shakira
- Seal – Seal (debiut)
- Arise – Sepultura
- Spiderland – Slint
- Gish – The Smashing Pumpkins (debiut)
- Badmotorfinger – Soundgarden
- The Soul Cages – Sting
- Mistaken Identity – Donna Summer
- Temple of the Dog – Temple of the Dog
- Babyteeth – Therapy?
- Of Darkness... – Therion (debiut)
- Little Magnets Versus the Bubble of Babble – Transvision Vamp
- 2Pacalypse Now – Tupac
- Slow Deep and Hard – Type O Negative
- Achtung Baby – U2
- For Unlawful Carnal Knowledge – Van Halen
- The Best Band You Never Heard in Your Life – Frank Zappa

## Musicale
- Metro

## Muzyka poważna
- Mario Davidovsky – Simple Dances na flet, dwie perkusje, fortepian i wiolonczelę
- Witold Lutosławski – Chantefleurs et Chantefables
- Joan Tower – Koncert na skrzypce
- Powstaje III symfonia „Symphony of Sorrows” Lukasa Fossa

## Film muzyczny
- Truth or Dare / In Bed with Madonna, W łóżku z Madonną, reż.: Alek Keshishian – Madonna

## Nagrody
- Jarocin Festiwal 1991
  - I nagrodę Jury zdobyła grupa Holy Dogs
- Konkurs Piosenki Eurowizji 1991
  - „Fångad av en stormvind”, Carola